# 軟體可移植性
在軟體工程中，可移植性（英語：Portability），又譯為移植性、可攜性，是指使用高階語言寫成的軟體，在不同環境下，是否具備可以被重複使用的性質。一般來說，軟體是否具備可移植性的衡量標準，在於進行軟體移植時，需要付出多少工時為代價。具備高可移植性的軟體，在移植到不同系統平台時，並不需要做太多事情，因此能夠減少軟體開發及布署時的成本。為了使軟體具備高度可移植性，程式設計師需要使應用程式介面抽象化以及模組化。
以低階語言，例如匯編語言，寫成的軟體，一般來說，其可移植性都較低。